# Acrobatidae
Famille
Les Acrobatidae sont une famille de mammifères marsupiaux de l'ordre des Diprotodontia.

## Description
Les espèces de la famille des Acrobatidae sont des animaux de petite taille possédant une membrane qui relie les pattes antérieure et postérieure de chaque côté du corps, du poignet à la cheville, ce qui leur permet de planer d'un arbre à l'autre. Leur queue préhensile est couverte de poils courts.

## Répartition
Les Acrobatidés ne sont présents qu'en Australie et en Nouvelle-Guinée.

## Liste des genres et espèces
Selon GBIF (20 janvier 2024) :
- Acrobates Desmarest, 1818
  - Acrobates frontalis (De Vis, 1887)
  - Acrobates pygmaeus (Shaw, 1793)
- Distoechurus Peters, 1874
  - Distoechurus pennatus Peters, 1874

## Classification
Le nom valide de ce taxon est Acrobatidae Aplin (d), 1987.